# 水曜グランドロマン
水曜グランドロマン（すいようグランドロマン）は、1988年10月12日から1991年9月25日まで、日本テレビ系列で毎週水曜21:03 - 22:52(JST)に放映されていた長時間ドラマ番組である。放送期間は前述の通り1988年10月12日 - 1991年9月25日。

## 概要
日本テレビでは、これまで『火曜サスペンス劇場』(火サス)と『木曜ゴールデンドラマ』（読売テレビ制作）の2時間ドラマ枠を計2本設けていたが、これまで連続ドラマ枠やバラエティー枠に充てていた水曜日にも、2時間の単発ドラマ枠を設けて3本柱を構えようという事で企画された。
日本テレビ製作著作作品除きエンディングロール（キャスト、スタッフの紹介テロップが出される部分）では、火サスと同様にキャスト部分の最後とスタッフ部分の最初の間に「制作・日本テレビ」と出し、最後に「製作著作・（製作プロダクション担当の会社）」と表記していた。
火サスがサスペンスドラマ専門枠ということもあり、当番組のドラマにはヒューマンドラマをメインにした作品が多い。そのため、社会的な問題を扱った作品が少なくないほか、終戦記念日直前には戦争と平和をテーマにした作品も放送された。この他、数は少ないながら時代劇も放送されたことがある（当番組の第1作にして前後編で放送された『女たちの百万石』など）。
火サスと同様に、解説放送（視覚障害者向けの副音声ナビゲーション）を実施していた。

## 放送リスト

### 1988年
- 女たちの百万石(10月12日・19日)
- 熱中時代スペシャル3年5組の叛乱(10月26日)
- バラ(11月9日)
- 懲りない女たち01(11月16日)
- 雨に濡れて(11月23日)
- 私の心はパパのもの(11月30日)
- 雪やどり(12月21日)
- 海のごとくに花は咲き(12月28日)

### 1989年
- 別宅にて急逝（3月22日）
- 法王庁の避妊法（4月26日）
- 用心棒日月抄（5月10日）
- 赤いカニ（7月26日）
- リトルボーイ・リトルガール（8月2日）
- 凍れる瞳（8月9日）
- 帝都の夜明け 「昭和三年の陪審裁判」（9月27日）
- お市御寮人（10月4日）

### 1990年
- やわ肌の熱き血汐に（1月3日）
- ダブルウーマンベビー（1月24日）
- 手塚治虫物語 いとしき生命のために（2月7日）
- 学校問題シリーズ
  - 体罰教室（2月14日）
  - ママとボクの受験ゲーム（2月21日）
  - 蟻地獄（2月28日）
- 女性騎手誕生（3月7日）
- 駅(1990) (3月21日）
- 愛のミチコ（3月28日）
- 檀上にて急逝（5月16日）
- 別れの余韻（6月13日）
- 男と女のエアポート（7月25日）
- あぶない!財テク主婦の株体験（9月5日）
- 8月15日の子どもたち（8月15日）
- おばあちゃんの嫁ぐ日（11月14日）
- 風よ、父よ、明日へ！（12月5日）
- 彼女が結婚しない理由（12月26日）

### 1991年
- いつか、サレジオ教会で（1月23日）
- 思春期外来2（5月15日）
- 愛と哀しみのサハリン（8月7日）
- 犬が狙われた!（8月14日）
- ボクのキリン物語（9月25日）※最終作

## ネットしていた局
系列は放送終了時点（打ち切り時はネット打ち切り時）のもの。
| 放送対象地域   | 放送局             | 系列                          | 備考                                                           |
| -------------- | ------------------ | ----------------------------- | -------------------------------------------------------------- |
| 関東広域圏     | 日本テレビ         | 日本テレビ系列                | 制作局                                                         |
| 北海道         | 札幌テレビ         | 日本テレビ系列                |                                                                |
| 青森県         | 青森放送           | 日本テレビ系列 テレビ朝日系列 |                                                                |
| 岩手県         | テレビ岩手         | 日本テレビ系列                |                                                                |
| 宮城県         | ミヤギテレビ       | 日本テレビ系列                |                                                                |
| 秋田県         | 秋田放送           | 日本テレビ系列                |                                                                |
| 山形県         | 山形放送           | 日本テレビ系列 テレビ朝日系列 | 遅れネット                                                     |
| 福島県         | 福島中央テレビ     | 日本テレビ系列                |                                                                |
| 山梨県         | 山梨放送           | 日本テレビ系列                |                                                                |
| 新潟県         | テレビ新潟         | 日本テレビ系列                |                                                                |
| 長野県         | 信越放送           | TBS系列                       | 1991年3月まで、遅れネット                                      |
| 長野県         | テレビ信州         | 日本テレビ系列                | 1991年4月10日から                                              |
| 静岡県         | 静岡第一テレビ     | 日本テレビ系列                |                                                                |
| 富山県         | 北日本放送         | 日本テレビ系列                |                                                                |
| 石川県         | 石川テレビ         | フジテレビ系列                | 1990年3月まで、遅れネット                                      |
| 石川県         | テレビ金沢         | 日本テレビ系列                | 1990年4月開局から                                              |
| 福井県         | 福井放送           | 日本テレビ系列 テレビ朝日系列 |                                                                |
| 中京広域圏     | 中京テレビ         | 日本テレビ系列                |                                                                |
| 近畿広域圏     | 読売テレビ         | 日本テレビ系列                |                                                                |
| 鳥取県・島根県 | 日本海テレビ       | 日本テレビ系列                |                                                                |
| 広島県         | 広島テレビ         | 日本テレビ系列                |                                                                |
| 山口県         | 山口放送           | 日本テレビ系列 テレビ朝日系列 |                                                                |
| 徳島県         | 四国放送           | 日本テレビ系列                |                                                                |
| 香川県・岡山県 | 西日本放送         | 日本テレビ系列                |                                                                |
| 愛媛県         | 南海放送           | 日本テレビ系列                |                                                                |
| 高知県         | 高知放送           | 日本テレビ系列                |                                                                |
| 福岡県         | 福岡放送           | 日本テレビ系列                |                                                                |
| 長崎県         | テレビ長崎         | フジテレビ系列 日本テレビ系列 | 1990年9月まで 日本テレビ系列とのクロスネット解消により打ち切り |
| 長崎県         | 長崎国際テレビ     | 日本テレビ系列                | 1991年4月開局から                                              |
| 熊本県         | くまもと県民テレビ | 日本テレビ系列                |                                                                |
| 鹿児島県       | 鹿児島テレビ       | 日本テレビ系列 フジテレビ系列 |                                                                |

### ネット局に関する備考
- 山形放送は当時テレビ朝日の水曜21時台刑事ドラマとテレ朝系木曜20時台の時代劇枠（当時）を編成していた関係で同時ネット不能となり、番組販売扱いで『木曜グランドロマン』として、『NNNきょうの出来事 Sports&News』のあと異時ネットで木曜の深夜帯に放映された。この措置は本枠終了後も山形テレビのフジテレビ系からテレビ朝日系へのネットチェンジが行われた1993年3月まで続いた。
- テレビ信州もテレビ朝日系とのクロスネット時代はテレビ朝日の水曜21時台刑事ドラマと土曜20時台の時代劇枠（当時）を編成していた関係で信越放送にて、番組販売扱いで『木曜グランドロマン』として、木曜深夜に放送していたが、1991年4月に日本テレビ系のフルネット局となったため末期の半年間のみ同時ネットされた。
- 当番組は全国的に再放送されておらず、現時点で再放送しているのはテレビ愛知くらいである。過去には広島テレビが1980年代後期 - 1990年代初頭の土曜午後に『土曜ドラマスペシャル』のタイトルで『火サス』『木曜ゴールデン』と交互に再放送していた。山形テレビで放送されていた朝のドラマ再放送番組『特選ドラマタウン』でも、同様な処置が取られた。

## 主題歌
- 1988年10月 - 1989年9月、語りつぐ愛に（薬師丸ひろ子）
- 1989年10月 - 1990年9月、瞳がほほえむから（今井美樹）
- 1990年10月 - 1991年9月、水に挿した花（中森明菜）

| 日本テレビ系列 水曜21:00 - 21:03枠                         | 日本テレビ系列 水曜21:00 - 21:03枠 | 日本テレビ系列 水曜21:00 - 21:03枠                |
| 前番組                                                     | 番組名                             | 次番組                                            |
| ---------------------------------------------------------- | ---------------------------------- | ------------------------------------------------- |
| 番組の途中ですが…再びたけしです ※21:00 - 21:54             | 今夜の水曜グランドロマン           | とんねるずの生でダラダラいかせて!! ※21:00 - 21:54 |
| 日本テレビ系列 水曜21:03 - 21:54枠                         |                                    |                                                   |
| 番組の途中ですが…再びたけしです ※21:00 - 21:54             | 水曜グランドロマン                 | とんねるずの生でダラダラいかせて!! ※21:00 - 21:54 |
| 日本テレビ 水曜21:54 - 22:00枠                             |                                    |                                                   |
| あすの天気                                                 | 水曜グランドロマン                 | あすの天気                                        |
| 日本テレビ系列 水曜22:00 - 22:52枠                         |                                    |                                                   |
| 恋人も濡れる街角 URBAN LOVE STORY 【ここまで水曜ドラマ枠】 | 水曜グランドロマン                 | 愛さずにいられない 【ここから水曜ドラマ枠再開】   |